# Auerbach in der Oberpfalz
Auerbach in der Oberpfalz (viết tắt Auerbach i.d.OPf.) là một thị trấn ở huyện Amberg-Sulzbach, bang Bayern, Đức. Đô thị Auerbach in der Oberpfalz có cự ly 45 km về phía đông bắc Nuremberg. Tại Michelfeld có tu viện.
Các khu vực dân cư
- Degelsdorf
- Gunzendorf
- Michelfeld
- Nasnitz
- Nitzlbuch
- Ranna
- Ranzenthal